# Архай-Хасар
Архай-Хасар, Харкай-Касар-нойон — монгольский военачальник, живший во второй половине XII — начале XIII века, один из сподвижников Чингисхана.

## Биография
Архай-Хасар был сыном Сеце-Домоха из племени джалаир; вместе с ним, а также братом Бала-черби Архай-Хасар был одним из первых, кто присоединился к молодому Тэмуджину вскоре после решения того откочевать от своего бывшего побратима Джамухи и основать собственный улус. Занявшись с принятием титула Чингисхана в 1189 году устройством улуса и распределением должностей, Тэмуджин назначил Архай-Хасара разведчиком наравне с Тахаем, Сукегаем и Чаурханом. Сразу же после этого Архай-Хасар и Чаурхан были отправлены в качестве послов к Джамухе с целью извещения о воцарении нового хана.
Когда племя кереитов, много лет бывшее союзником Чингисхана, предало того и выступило против его войск, дав сражение при Хараладжит-Элетах, монголам удалось потеснить неприятеля, однако потери были огромными, и армии Чингисхана пришлось отступить к реке Тунге. Отсюда Чингис отправил к кереитскому правителю Ван-хану посольство во главе Архай-Хасара и Сукегая, требуя объяснения причин вражды. Сукегай, семья которого осталась у кереитов, решил не возвращаться; Архай-Хасар же, вернувшись к Чингисхану, передал тому всё, что услышал от кереитов. Вскоре, когда монгольское войско собрало достаточно сил, чтобы выступить против кереитов, Архай-Хасар возглавил и вёл передовые отряды вместе с предводителем урутов Чжурчедаем.
Спустя год после разгрома кереитов, в 1204 году, отправляясь на войну с найманами Таян-хана, Чингисхан дал Архай-Хасару под командование тысячу багатуров, обязанных в военное время сражаться «перед его очами», а в мирное — стоять турхах-кешиктенами.
В дальнейшем Архай-Хасар упоминался во время похода на Цзинь. Отправив в Чжунду Архай-Хасара, Онгура и Шиги-Хутуху, Чингисхан поручил им забрать оставшиеся золото, серебро и ткани. Вельможа Алтан-хана Хадай, оставленный в Чжунду наместником, выехал нукерам Чингиса навстречу, взяв для них в качестве даров несколько тюков узорчатых тканей. В отличие от Шиги-Хутуху, отказавшегося принимать дары, Архай-Хасар и Онгур соблазнились дорогими подарками, за что позднее получили строгий выговор от Чингисхана.

## В культуре
Архай-Хасар стал персонажем романа Исая Калашникова «Жестокий век» (1978).